# Wukongopterus
Wukongopterus (лат.) — род птерозавров из семейства укуноптерид, обнаруженный в позднеюрских отложениях Китая (провинция Ляонин, формация Daohugou Beds, возраст находки более 150 млн лет). Типовой и единственный вид — Wukongopterus lii. Обладает необычным сочетанием признаков: длинная шея и длинный хвост. Размах крыльев составляет около 73 см (голотип IVPP V15113). Возможно, у представителей этого вида была мембрана между задними ногами (uropatagium). Впервые вид был описан в 2009 году китайскими палеонтологами (Ван и др., 2009 год) и выделен в отдельное семейство Wukongopteridae.
Вид назван в честь китайского учёного Li Yutong, палеонтолога из Institute of Vertebrate Paleontology and Paleoanthropology (IVPP). Родовое название происходит от имени Царя обезьян Сунь Укуна (Sun Wukong, Monkey King), главного героя китайского классического романа Путешествие на Запад.